# 좀비기업
좀비기업(Zombie company)은 운영을 위해 긴급 구제가 필요한 기업, 채무에 대한 이자를 갚을 수 있으나 원금을 갚지 못하는 기업을 가리키는 미디어 용어이다.

## 개요
좀비 기업은 부채가 있는 사업체로서 현금을 발행하지만 운영비, 고정비(임금, 임대비)를 댄 뒤에 부채에 대한 이자를 갚을 돈은 있으나 빚 자체는 갚지 못한다. 이렇게 기업들은 지속적인 생존을 위해 은행(채권자)에 의존하는 것이 보통이다.

## 역사
"좀비 기업"이라는 용어는 1990년 경 일본의 자산 거품이 붕괴된 이후 잃어버린 10년의 기간 중에 일본 은행들에 의해 지원을 받은 일본의 기업들을 가리켰다. 일본의 은행들은 약화되거나 추락하는 기업들에 대한 지원을 계속해나갔다. 소매업 다이에가 이 기간 중 크게 확장하다가 1990년 사고를 일으킨 대형 기업의 예이며, 이러한 환경에서 법정 관리나 파산으로 진입할 것으로 예측되었다. 히라누마 타케오 재무 장관은 96,000명 직원의 회사를 너무 규모가 커서 실패한 것으로 기술되고 있다고 보고하였다.

## 같이 보기
- 레몬 사회주의
- 벌처펀드